# Brydning
 For alternative betydninger, se Brydning (flertydig). (Se også artikler, som begynder med Brydning)
Brydning er i reglen gulvkamp, hvor vægten er på holdegreb. Der findes et utal af stilarter, idet mange lande har haft sin egen tilgang til brydning.
Denne sport var populær allerede i det antikke Grækenland, og bryderne var naturligvis fuldkommen nøgne. Til beskyttelse mod det stærke sollys indgned de sig med olie. For at bryderen alligevel kunne få greb om sin modstanders krop, var det skik at de kæmpende kastede sand på sig selv.
Et udpluk er:
- Græsk-romersk brydning
- Fristilsbrydning dyrkes primært af kvinder i Danmark, men i en lang række andre lande er det også udbredt blandt mænd.
- Show wrestling (USA, Japan)
- Pankration (Grækenland)
- Judo (Japan)
- Sambo-brydning (Rusland)
- Sumo (Japan)
- Schwingen (Schweiz)
- Rangeln (Østrig)
- Glima (Island)
- Dumog (Filippinerne)
- Kinomutay (Filippinerne)